# Balanchine in Paris
Pour plus de détails, voir Fiche technique et Distribution.
Balanchine in Paris est un long métrage documentaire français écrit, coproduit et réalisé par Dominique Delouche, sorti en 2011.

## Synopsis
Le film tel que le présente Dominique Delouche : « Balanchine disparu, il nous reste des ballets qui ne survivent que grâce au geste et au dire des danseurs, ceux-là mêmes sur qui Mr B. a sculpté de première main sa chorégraphie.
Ce sont ces figures historiques, ses muses que j’ai convoquées afin qu’elles déposent, tel un pollen, leur héritage balanchinien auprès de nouvelles générations de danseurs. Alicia Markova avec le concours d’Élisabeth Platel, Nina Vyroubova et surtout Violette Verdy et Ghislaine Thesmar m’ont livré les bribes d’un patrimoine génétique, alimentant chez moi cette lente poursuite d’une anamnèse, c’est-à-dire d’une mainmise sur le temps qui passe ». 

## Fiche technique
- Titre : Balanchine in Paris
- Réalisateur, scénariste et producteur : Dominique Delouche
- Collaborateur artistique : Jean-Max Méjean
- Assistants réalisateurs : Camille Ollanier
- Société de production : Les Films du Prieuré
- Sociétés de distribution : Les Films du Prieuré et, en DVD : Doriane Films (Collection "Etoiles pour l'exemple N°6)
- Directeur de la photographie : Jean-Claude Marisa
- Cadreurs : Cris Ouin, Jean-Marc Méchin, Marc Sage
- Chef électricien : René Girault
- Archives filmées : Pierre Lacotte
- Morceaux dansés : 
  - « Le Palais de Cristal », chorégraphie de George Balanchine (1947), d'après la « Symphonie en ut » de Georges Bizet
  - « Le Rossignol », chorégraphie de George Balanchine (1925) d'après le poème symphonique « Le Chant du rossignol » d'Igor Stravinsky (1917)
  - « La Somnambule », chorégraphie de George Balanchine (1960) d'après l'opéra « La Somnambula » de Vincenzo Bellini
  - « Liebesliederwalzer », chorégraphie de George Balanchine (1960) d'après une valse de Johannes Brahms
  - « Sonatine », chorégraphie de George Balanchine (1975) d'après une composition de Maurice Ravel
- Montage : Isabelle Dedieu
- Ingénieur du son : Sylvain Testor
- Tournage : en 2011 à l'Opéra de Paris
- Pays :  France
- Genre : documentaire
- Format : couleur - HD
- Durée : 58 minutes
- Remerciements : George Balanchine Trust, The School of American Ballet
- Copyright 2011 Les Films du Prieuré
- Dates de sortie : 
  - Sortie en France : le 11 juillet 2011 à la Cinémathèque de la danse, Paris
  - Sortie en DVD : 27 novembre 2011
  - Sortie aux USA : 28 janvier 2012 au Dance on Camera Festival, New York

## Distribution
- Ghislaine Thesmar
- Isabelle Ciaravola et Hervé Moreau (le couple de danseurs)
- et la voix de Dominique Delouche
  - et dans des extraits de films préexistants :
- Isabelle Ciaravola
- Michaël Denard
- George Balanchine
- Alicia Markova
- Myriam Ould Braham
- Monique Loudières
- Violette Verdy
- Muriel Hallé
- Valéry Colin
- Nina Vyroubova
- Milorad Miskovitch
- Lucia Lacarra
- Cyrille Pierre
- Elisabeth Platel

## Autour du film
- Dernier film de Dominique Delouche, qui se consacre depuis à l'écriture. Parmi ses livres, « Mes Felliniennes années » : 1954-1960 » (P.A.S., 2007), « Violette Verdy » (Centre National de la danse, 2008),  « Max & Danielle » (La Tour verte, 2011), « Les Nuits de Cabiria de Federico Fellini » (Gremese, 2020) »,« La Danse, le désordre et l'harmonie » (Orizons,2020).
- Ce film comporte plusieurs extraits de films préalablement réalisés par Dominique Delouche, Les Cahiers retrouvés de Nina Vyroubova, Violette et Mister B., Markova, la légende et Comme les oiseaux....